# كليمانت هوبرز
ولد كليمانت برنارد هاوبيرز في عام (1900-1982) وقد كان رساما وطابعا ومسؤول فنون ومعلم فنونًا أمريكيًا نشطًا من عشرينات إلى ثمانينيات القرن الماضي. واشتهر بإدارته لمشروع الفن الفيدرالي لإدارة تقدم الأعمال في مينيسوتا وبتأثيره في مجتمع ولاية مينيسوتا الفني.

## السيرة الشخصية
ولد كليمان هوبرز في مدينة سانت بول بولاية مينيسوتا في عام 1900. وبدأ في أخذ دورات في مدرسة مينيابوليس للفنون في عام 1918 وكما إنضم إلى رابطة الفنون في سانت بول، التي نظمتها الفنانة كلارا مايرز. والتي نشأت فيما بعد علاقة غير تقليدية بين هوبرز ومايرز والتي دامت حتى وقت وفاتها في عام 1963. وقد سافروا وعرضو فنونهم وعاشوا حياتهم كشركاء في الحياة لأكثر من أربعين عامًا.
إشتهر كل من هوبرز ومايرز كفضيحة المدينة التوأم بسبب اختلاف اعمارهما وغموض علاقتهما الغير واضحة. وقام هوبرز ومايرز في مابعد بشراء منزل وإنشاء استوديو في حي رامزي هيل في سانت بول في عام 1929، واصبح محط تجمع للفنانين المحليين. وكان المنزل نفسه مملوكًا من قبل هوبرز بينما حصلت مايرز على ملكية الأرض. وإثر ذلك قام هوبرز بأمر بنقل موقعه الأصلي من شارع راندولف إلى شارع رامزي هيل.
في عام 1923، سافر هوبرز مع مايرز إلى باريس. وعُرفت فترة العشرينيات في باريس باسم "Les Années Folles"، السنوات المجنونة. وقد كان في ذلك الوقت مكانًا للتجارب الاجتماعية والفنية. كان هذا صحيحًا بشكل خاص في الاستوديوهات والمقاهي والنوادي الليلية في منطقة مونباناس، مركز الثقافة البوهيمية في باريس. ومكث كل من مايرز وهوبرز في فرنسا لمدة عامين، وحضروا دروسًا أقامها فنانين بارزين مثل النحات إميل أنطوان بورديل والرسام التكعيبي أندريه لوت. وتظهر صورة التقطت في أكاديمي مونباناس عام 1923 هاوبرز جالسًا على الأرض بربطة عنق بيضاء. ومايرز جالسة على الأرض إلى يساره. 

### حقبة الثلاثينيات وما بعدها
قام هوبرز بإحضار بعض من أساليب مونبارناس لعمله في ولاية مينيسوتا. وفي عمل عام 1926 «فتاتان»، اظهر بحار واحد تأثير فن التكعيبية وعصر الجاز في جماليات الوجوه والأجسام الزاوية والظلال القوية للراقصين وعازفي الكمان والبحار. ويمكن رؤية الاستخدام الرسمي للون التركيبة التي طوره هوبرز اثناء وجوده في باريس طوال أعماله إذ بالإمكان رؤية باريس بأكملها من الأسطح الحمراء الزاوية لبروفنسالي والمناظر الطبيعية للألوان الأكثر نعومة والأثار من الأضواء الساطعة من عرض شارع كيلوغ من نافذتي. وأثرت فرنسا أيضا على جوانب أخرى من اساليب هوبرز. وأعمال مثل طباعة الدرّية ثلاثة النعم عرض العلاج الفرنسي بالتأكيد من العري والجسم-صدمة قليلا إلى منتصف القرن عيون مينيسوتان.
أصبح هوبرز المشرف على قسم الفنون الجميلة في معرض ولاية مينيسوتا في عام 1931، وظل يشتغل تحت المنصب حتى عام 1942. وتحت المشرف السابق، تضمنت هذه المعارض أعمالا جلبت من صالات العرض في نيويورك وشيكاغو. وفي عام 1931، احتج مجموعة من الفنانين المحليين على النقص في التمثيل المحلي في أحد أهم المعارض الفنية في مينيسوتا. وخلال اجتماع تم عقده مع مسؤولي المعرض في فندق سانت بول لوري، وكان هوبرز على حد تعبيره «دفع» من قبل زميله الفنان كاميرون بوث لقيادة القسم. وأكدت المعارض التي كانت تحت إدارة هوبرز على أهمية المشهد الفني المتنامي في مينيسوتا. وتم إعادة عروض جائزة "Juried"، وكذلك المعارض الخاصة التي تمثل الفنانين المحليين المعروفين والقادمين.
وفي عام 1935، بدأ مشروع الفن الفيدرالي WPA في دعم الفنون البصرية، مع مساعدة هوبرز كمدير لقسم مينيسوتا. وبعد ثمانية عشر شهرا أصبح هوبرز المدير الإقليمي وكان رئيس الإشراف على المشروع في سبع ولايات الغرب الأوسط الأمريكية. وفي عام 1941 انتقل إلى واشنطن العاصمة بوظيفة مساعد المدير الوطني؛ هولجر كاهيل. كمدير لبرنامج FAP، وقام هوبرز بالترويج للرعاية العامة للفنون البصرية وقامب إخراج برنامج يرسل الفن والفنانين والتعليم الفني في جميع أنحاء ولاية مينيسوتا. وقد كان مديرا ناجحا لا يعرف الكلل وتفانيه في تأمين المشاريع ودعم الفنانين الشباب والراسخين أثر بشكل كبير على نمو الفنون في ولاية مينيسوتا.
وبالإضافة إلى عمله مع معرض الدولة وبرنامج FAP، كان هوبرز معروفا كمعلم فني. وكان قد بدأ التدريس في بدايات 1930s في مركز سانت بول للفنون والحرف ومعرض سانت بول ومدرسة الفنون واستمر في التدريس حتى وافته المنية. وكان تأثيره على عقود من الفنانين الشباب فعالا في تطوير وتحسين الفنون البصرية في ولاية مينيسوتا كواحدة من أدواره الإدارية.و في عام 1965، كان هوبرز موضوع مقابلة التاريخ الشفوي حول مشروع الفن الاتحادي، وتمت مقابلته أيضا في عامي 1977 و 1981 كجزء من مشروع التاريخ الشفوي لفناني مينيسوتا، والتي تتوفر نصوصها على الإنترنت.
توفي هوبرز بعد ثلاثة أشهر من معرضه الفردي الأخير في يوم 1 من شهر 1 ديسمبر من عام 1982. 